# Areoda banksi
Areoda banksi är en skalbaggsart som beskrevs av François Louis Nompar de Caumont de Laporte 1840. Areoda banksi ingår i släktet Areoda och familjen Rutelidae. Inga underarter finns listade.